# Заводская (станция метро, Днепр)
«Заводская» (укр. Заводська) — станция Центрально-Заводской линии Днепровского метрополитена. Расположена между станциями «Проспект Свободы» и «Металлургов».
Станция открыта 29 декабря 1995 года в составе пускового участка «Покровская» — «Вокзальная». Станция глубокого заложения, односводчатая. Самая глубокая станция Днепровского метрополитена с глубиной залегания 65-70 м.
Станция названа Заводской, из-за её расположения в промышленной зоне города.
Станция имеет один выход на улицу Маяковского к входу на «Днепротяжмаш» (завод тяжёлого машиностроения) и железнодорожной платформе 184 км Приднепровской железной дороги.
Изначально станция планировалась возле завода. Другое возможное расположение могло быть в центральной части района Новые Кодаки.

Цвет свода - синий